# День ненародження

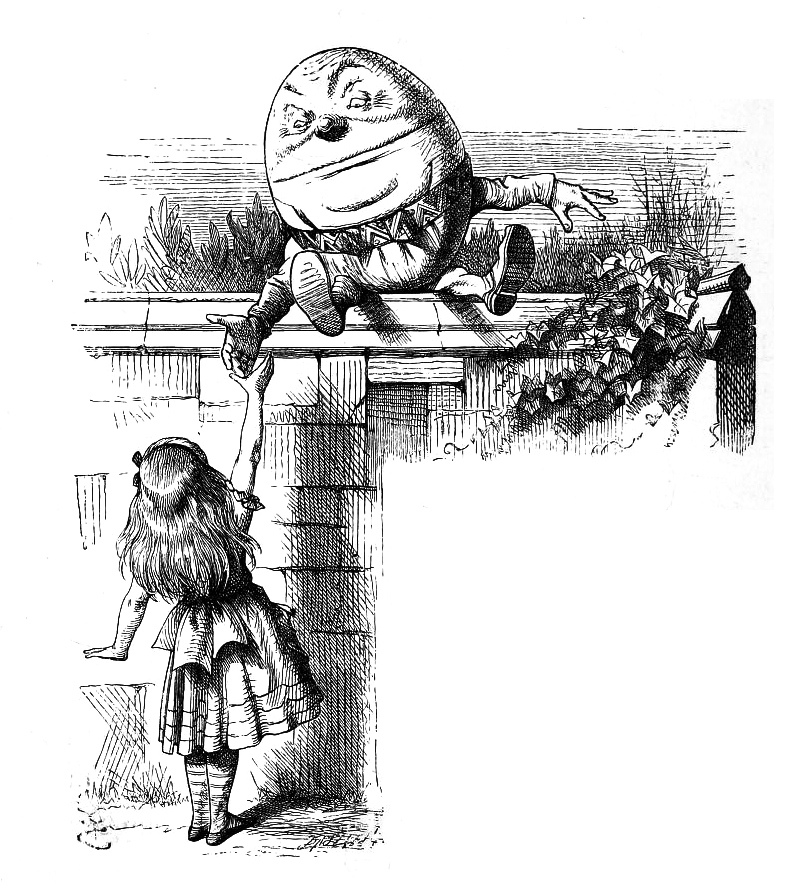
Шалам-Балам у краватці, яку йому подарували на день ненародження Білий Король і Королева. Ілюстрація Джона Тенніела з «Аліси в Задзеркаллі»

День ненародження (англ. unbirthday) — подія, яку можна відзначати кожного дня, окрім власного дня народження. Неологізм «unbirthday» вперше вжив Льюїс Керрол у творі «Аліса в Задзеркаллі». Пізніше в діснеївскому мультфільмі «Аліса в Країні Чудес» представили «Пісню про день ненародження».
У «Алісі в Задзеркаллі» Шалам-Балам вдягає краватку (Аліса спочатку помилково прийняла її за пояс), яку, за його словами, йому «подарували на день ненародження» Білий Король і Королева, після чого Аліса порахувала кількість днів ненародження в році.
У мультфільмі «Аліса в Країні Чудес» головна героїня стикається з Капелюшником, Шаленим зайцем і Соньком, які святкують день ненародження та наспівують «Пісню про день ненародження» (музика і слова: Мак Девід, Ел Хоффман і Джеррі Лівінгстон). Спочатку Аліса не уявляє, що це за свято, але коли Капелюшник пояснює їй і вона розуміє, що це і її день ненародження, вона приєднується до святкового столу. Ця сцена у мультфільмі єднає в собі ідею про день ненародження, представлену в «Алісі у Задзеркаллі», і  «Божевільне чаювання» з «Аліси у Дивокраї».
Святкування дня ненародження також представлено у коміксі «Unbirthday Party with Alice in Wonderland» 1951 року, вихід якого збігся з випуском мультфільму. Версія комікса значно довша (32 сторінки) за сцену у мультфільмі: тут Алісу запрошують на святкування Круть і Верть, які у мультфільмі на святкуванні присутніми не були, а Шалам-Балам хоча і з'являється в коміксі, однак значно відрізняється від себе ж у «Алісі в Задзеркаллі».